# Apristurus albisoma
Apristurus albisoma – gatunek ryby chrzęstnoszkieletowej z rodziny Pentanchidae, występujący na południowym zachodzie Oceanu Spokojnego u wybrzeży Nowej Kaledonii i Vanuatu.